# Pachyotoma
Genre
Pachyotoma est un genre de collemboles de la famille des Isotomidae.

## Liste des espèces
Selon Checklist of the Collembola of the World (version du 5 septembre 2019) :
- Pachyotoma caucasica (Stach, 1947)
- Pachyotoma crassicauda (Tullberg, 1871)
- Pachyotoma curva (Gisin, 1949)
- Pachyotoma dabeiensis (Tamura & Zhao, 2000)
- Pachyotoma emeiensis Ding, 2007
- Pachyotoma granulata (Stach, 1947)
- Pachyotoma levantina (Christiansen, 1958)
- Pachyotoma miserabilis Babenko, Potapov & Taskaeva, 2017
- Pachyotoma pseudorecta (Haybach, 1971)
- Pachyotoma recta (Stach, 1930)
- Pachyotoma sajanica (Stebaeva, 1975)
- Pachyotoma sphagneticola (Bagnall, 1940)
- Pachyotoma stricta (Yosii, 1939)
- Pachyotoma takeshitai (Kinoshita, 1916)
- Pachyotoma thermaquatica Potapov & Lobkova, 2005
- Pachyotoma topsenti (Denis, 1948)
- Pachyotoma ultonica (Carpenter, 1911)

## Publication originale
- Bagnall, 1949 : Contributions toward a knowledge of the Isotomidae (Collembola). VII–XV. Annals & Magazine of Natural History, sér. 12, vol. 2, p. 82–96.